# 326

326(삼백이십육)은 325보다 크고 327보다 작은 자연수다.

## 수학
- 합성수로, 그 약수는 1, 2, 163, 326이다. 진약수의 합은 166이므로, 326은 부족수다.
  - 104번째 반소수다. 앞의 반소수는 323, 다음 반소수는 327이다.
- 27번째 불가촉수다. 앞의 불가촉수는 324, 다음은 336이다.
- 자릿수 제곱합이 제곱수인 37번째 자연수다. 이 성질을 지닌 앞의 수는 304, 다음 수는 340이다. (OEIS의 수열 A175396)
  - {\displaystyle 3^{2}+2^{2}+6^{2}=9+4+36=49=7^{2}}
- {\displaystyle 59^{6}-1}은 326으로 나누어떨어진다.

## 과학
- NGC 326(영어판): 물고기자리 방향에 있는 은하.

## 교통

### 철도
- 수도권 전철 3호선 독립문역의 역번호.
- 대구 도시철도 3호선 북구청역의 역번호.

### 도로
- 일본 326번 국도(일본어판): 미야자키현 노베오카시에서 오이타현 이누카이정까지 이어지는 일본의 국도.
- 현도 제326호선

## 군사
- U-326(영어판): 제2차 세계 대전에 사용된 나치 독일의 군용 잠수함.

## 문화유산
- 대한민국의 국보 제326호: 청자 순화4년명 항아리
- 대한민국의 보물 제326호: 이순신 유물 일괄
- 대한민국의 사적 제326호: 합천 옥전 고분군
- 대한민국의 국가등록문화유산 제326호: 문경 구 불정역사 (불정역)

## 방송
- U+ TV의 애니맥스 채널 번호.
- KT HCN의 영국 공영 방송인 BBC Earth 채널 번호.

## 기타
- 날짜: 3월 26일
- 연도: 326년, 기원전 326년